# Міфологічний сценарій
Міфологічний сценарій (у лінгвістиці — термін і визначення О. С. Колесник[недоступне посилання з липня 2019]а)– вербально втілена послідовність подій за участю актантів, задіяних у переміщенні в міфологічному
хронотопі, творенні світу або зміні його елементів, взаємодії та протистоянні з представниками різних міфологічних світів